# برهان الدين بن أبي شريف
برهان الدين أبو إسحاق إبراهيم بن محمد المَقدَسي المصري المعروف بـبرهان الدين بن أبي شريف (1432 - 19 فبراير 1517) (836 - 28 محرم 923) فقيه وقاضي وشاعر عربي شامي من أهل القرن الخامس عشر الميلادي/ التاسع الهجري. ولد في القدس ونشأ فيها. درس أولًا على أخيه الفقيه ثم رحل إلى القاهرة وأخذ عن نفرِ من علمائها. وفي مصر تصدر للتدريس وعمل مفتيًا وقاضيًا من 1491 حتى 1504. توفي في القاهرة ودفن بالقرب من ضريح الشافعي.